# He Got Game
He Got Game es una película dramática de 1998 escrita y dirigida por Spike Lee, e interpretada por Denzel Washington y Ray Allen haciendo de un padre y un hijo tratando de reconciliarse justo antes de que el hijo, un jugador de baloncesto universitario de Nueva York, decida bajo presión cuál de las ofertas por su fichaje va a aceptar. La película incluye varios cameos de conocidos baloncestistas, entrenadores y comentaristas.

## Argumento
Jesus Shuttlesworth (Ray Allen), es un jugador de baloncesto extremadamente talentoso, y está en la mira de varios equipos, el gobernador ofrece a su padre, un convicto, reducir su condena a cambio de convencer a su hijo de que juegue para una determinada universidad.

## Reparto
| - Denzel Washington - Jake Shuttlesworth - Ray Allen - Jesus Shuttlesworth - Milla Jovovich - Dakota Burns - Rosario Dawson - Lala Bonilla - Thomas Jefferson Byrd - Sweetness - Hill Harper - Coleman 'Booger' Sykes - Jade Yorker - Young Jesus Shuttlesworth - Rick Fox - Chick Deagan - Travis Best - Sip - Walter McCarty - Mance - John Wallace - Lonnie | - Jennifer Esposito - Ms. Janus - Ned Beatty - Warden Wyatt - Jim Brown - Spivey - Bill Nunn - Uncle Bubba - John Turturro - Coach Billy Sunday - Lonette McKee - Martha Shuttlesworth - Zelda Harris - Mary Shuttlesworth - Arthur Nascarella - Coach Cincotta - Chasey Lain - Buffy - Jill Kelly - Suzie - Gus Johnson- Gus Johnson |